# Ragnarok (album)
Ragnarok – album farerskiego zespołu Týr. Już w nazwie widać odniesienie się do mitologii skandynawskiej, a dokładniej do opisanego w niej końca świata – Ragnaroku. Ragnarok w porównaniu do poprzednich tworów grupy zawiera więcej utworów anglojęzycznych oraz krótkich wstawek opierających się wyłącznie na instrumentach. Album nagrany został w 2006 roku po podpisaniu przez Týra kontraktu z austriacką wytwórnią Napalm Records i wydany 22 września.

## Lista utworów
Utwory podzielone są na osiem grup:

I:

1. "The Beginning" – 5:07 (muzyka: Heri Joensen, Gunnar H. Thomsen, farerska muzyka ludowa)
2. "The Hammer of Thor" – 6:39 (muzyka: Heri Joensen, farerska muzyka ludowa tekst: Heri Joensen)

II:

1. "Envy" – 1:10 (muzyka: Heri Joensen)
2. "Brother's Bane" – 5:00 (muzyka: Heri Joensen, duńska muzyka ludowa tekst: Heri Joensen)

III:

1. "The Burning" – 1:56 (muzyka: Heri Joensen)
2. "The Ride to Hel – 6:12 (muzyka: Heri Joensen, farerska muzyka ludowa, tekst: Heri Joensen)

IV:

1. "Torsteins Kvæði" – 4:55 (muzyka, tekst: farerska muzyka ludowa)

V:

1. "Grímur á Miðalnesi" – 0:56 (muzyka, tekst: farerska muzyka ludowa)
2. "Wings of Time" – 6:25 (muzyka, tekst: Heri Joensen, farerska muzyka ludowa)

VI:

1. "The Rage of the Skullgaffer" – 2:01 (muzyka: Heri Joensen, Terji Skibenæs)
2. "The Hunt" – 5:47 (muzyka: Heri Joensen, Terji Skibenæs, farerska muzyka ludowa, tekst: Heri Joensen)

VII:

1. "Victory" – 0:58 (muzyka: farerska muzyka ludowa)
2. "Lord of Lies" – 6:03 (muzyka: Heri Joensen, farerska muzyka ludowa, tekst: Heri Joensen)

VIII:

1. "Gjallarhornið" – 0:27 (muzyka: Heri Joensen)
2. "Ragnarok" – 6:32 (muzyka: Heri Joensen, Gunnar H. Thomsen, farerska muzyka ludowa, tekst: Heri Joensen)
3. "The End" – 0:37 (muzyka: Heri Joensen, Gunnar H. Thomsen, farerska muzyka ludowa)

Bonusowo w specjalnym wydaniu zostały dodane jeszcze dwa utwory:

1. "Valkyries Flight" – 2:03 (muzyka: farerska muzyka ludowa)
2. "Valhalla" – 5:03 (muzyka: Heri Joensen, irlandzka muzyka ludowa, tekst: Heri Joensen)

## Twórcy
- Heri Joensen – śpiew, gitara
- Terji Skibenæs – gitara
- Gunnar H. Thomsen – gitara basowa
- Kári Streymoy – perkusja